# Freddy Luyckx
Freddy Luyckx est un footballeur belge né le 17 janvier 1959. Il évoluait au poste de défenseur.

## Biographie
Freddy Luyckx commence sa carrière professionnelle au RWD Molenbeek et réalise sa première apparition dans ce même club en équipe première lors du championnat 1977-1978.
Il porte les couleurs du RFC Seraing avant d'arriver chez les voisins du Standard avec lesquels il dispute 5 championnats, 160 rencontres, avec 5 buts au total . Il est titulaire lors de la finale de la coupe de Belgique 1988 (remplacé à la 79ème minute par Zoran Bojović) et entre au jeu à la 82ème minute en remplacement de Guy Vandersmissen lors de l'édition suivante. Ces deux finales ont été perdues contre le RSC Anderlecht.
Il termine sa carrière au Beerschot.

## Palmarès
- Finaliste de la Coupe de Belgique en 1988 et 1989 avec le Standard de Liège